# Rio Inhambupe
O rio Inhambupe, localizado no estado da Bahia, é um rio intermitente que atravessa as cidades de Inhambupe e Entre Rios, até desaguar no litoral do norte do estado. Sua Nascente fica localizada no município de Barrocas - Bahia.